# Perdiu de corona negra
La perdiu d'Aràbia (Alectoris melanocephala) és una espècie d'ocell de la família dels fasiànids (Phasianidae) que habita deserts rocallosos del sud-oest de la Península Aràbiga.